# Tarrano
Tarrano település Franciaországban, Haute-Corse megyében. Lakosainak száma 16 fő (2022. január 1.). Tarrano Felce, Perelli, Pietricaggio, Piobetta, Valle-d’Alesani és Valle-d’Orezza községekkel határos.

## Népesség
A település népessége az elmúlt években az alábbi módon változott:
| Lakosok száma | 121  | 16   | 23   | 17   | 15   | 15   | 16   | 16   | 15   | 16   |
|               | 1968 | 1982 | 1990 | 2006 | 2013 | 2015 | 2017 | 2019 | 2020 | 2022 |